# Kevin Mirocha
Kevin Mirocha (ur. 7 października 1991 w Hamm) – polski kierowca wyścigowy startujący obecnie w FIA Formula Two Championship. W sezonie 2012, jako pierwszy polski kierowca, Mirocha wygrał wyścig F2 (tor Brands Hatch). Rok wcześniej Kevin startował w serii GP2 reprezentując Niemcy, lecz w sezonie 2012 odzyskał polskie obywatelstwo i startuje jako Polak. W swojej karierze Kevin Mirocha wspierany był między innymi przez BMW Motorsport po wygraniu stypendium w sezonie 2006. W roku 2007 juniorski zespół Red Bull objął patronat nad karierą młodego kierowcy. W swojej karierze Kevin Mirocha startował w takich seriach wyścigowych jak: Formuła BMW, Formuła Renault 2.0, F3, GP2 oraz F2. Karierą Kevina Mirochy zajmuje się Maurycy Kochański, były komentator F1 w Telewizji Polsat oraz były kierowca wyścigowy.

## Pochodzenie
Kevin Mirocha urodził się w Hamm w Nadrenii Północnej-Westfalii w Niemczech. Jest synem polskich emigrantów z Koszalina, w tym mieście często bywał u rodziny.

## Kariera

### Formuła BMW
Mirocha karierę rozpoczął od startów w kartingu, w 1995 roku. 12 lat później zadebiutował w wyścigach samochodów jednomiejscowych, w Niemieckiej Formule BMW. Stanąwszy w jednym wyścigu na podium (3. miejsce na torze EuroSpeedway Lausitz), zmagania zakończył na 8. miejscu. W Światowym Finale tej serii zajął 22. pozycję.

### Formuła 3
W sezonie 2008 awansował do Niemieckiej Formuły 3. W tym czasie czterokrotnie ukończył wyścigi na podium, w klasyfikacji generalnej zajął 6. pozycję.
W roku 2009 przeniósł się do Formuły 3 Euroseries. Wziął udział w ośmiu wyścigach (na torze w Zandvoort nie wystartował do wyścigu), po czym stracił miejsce w zespole HBR Motorsport.

### Formuła Renault
W 2010 roku przeszedł do Formuły Renault NEC. Wystartował w siedmiu wyścigach, trzykrotnie ukończył wyścig na podium, w tym raz na najwyższym jego stopniu. Został sklasyfikowany na 9. miejscu. Niemiec wystąpił również w jednym wyścigu europejskiego cyklu.

### Seria GP2
Na sezon 2011 podpisał kontrakt z portugalską ekipą Ocean Racing Technology, na starty w serii GP2.

### Formuła 2
W sezonie 2012, jako reprezentant Polski, Kevin Mirocha startuje w serii FIA Formula Two Championship. Dwa wyścigi na Silverstone ukończył poza pierwszą dziesiątką. Natomiast w pierwszym wyścigu na torze Algarve zapunktował, stając na najniższym stopniu podium – od początku jechał w pierwszej trójce, oddalając się od zawodników jadących za nim. Kolejny wyścig odbył się na torze Nurburgring gdzie Mirocha otarł się o podium zajmując w pierwszym wyścigu 4 miejsce. Na torze Spa Francorchaps było już znacznie lepiej i Kevin ponownie stanął na podium zajmując 3 miejsce w drugim wyścigu. Mirocha nie ukończył pierwszego wyścigu na torze Spa odpadając po kontakcie z Rumunem Marinescu w walce o 3 pozycję. W Wielkiej Brytanii na torze Brands Hatch Kevin Mirocha udowodnił, że potrafi się ścigać wygrywając pierwszy deszczowy wyścig z przewagą ponad 5 sekund, a w drugim wyścigu dojechał na 4 miejscu powiększając swój dorobek punktowy w FIA Formula Two Championship.

## Statystyki
| Sezon | Seria                      | Zespół                  | Wyścigi | Zwycięstwa | PP | NO | Podium | Punkty | Poz. koń. |
| ----- | -------------------------- | ----------------------- | ------- | ---------- | -- | -- | ------ | ------ | --------- |
| 2007  | Formuła BMW ADAC           | ADAC Berlin-Brandenburg | 18      | 0          | 0  | 0  | 1      | 389    | 8         |
| 2007  | Światowy Finał Formuły BMW | Josef Kaufmann Racing   | 1       | 0          | 0  | 0  | 0      | 0      | 22        |
| 2008  | Niemiecka Formuła 3        | Josef Kaufmann Racing   | 18      | 0          | 0  | 0  | 4      | 56     | 6         |
| 2009  | Formuła 3 Euro Series      | HBR Motorsport          | 6       | 0          | 0  | 0  | 0      | 0      | 29        |
| 2011  | Seria GP2                  | Ocean Racing Technology | 12      | 0          | 0  | 0  | 0      | 0      | 22        |
| 2012  | Formuła 2                  | Polsat                  | 10      | 1          | 1  | 0  | 4      | 159,5  | 6         |

## Wyniki w GP2
| Legenda oznaczeń w tabelach wyników Wyświetl szablon na nowej stronie | Legenda oznaczeń w tabelach wyników Wyświetl szablon na nowej stronie                                                                     |
| Oznaczenie                                                            | Wyjaśnienie |
| --------------------------------------------------------------------- | --- |
| Złoty                                                                 | Zwycięzca lub mistrzostwo |
| Srebrny                                                               | 2. miejsce lub wicemistrzostwo |
| Brązowy                                                               | 3. miejsce lub II wicemistrzostwo |
| Zielony                                                               | Ukończył, punktował (w klasyfikacji generalnej, gdy zdobył co najmniej jeden punkt na przestrzeni sezonu, poza trzema powyższymi opcjami) |
| Niebieski                                                             | Ukończył, nie punktował (w klasyfikacji generalnej, gdy nie zdobył co najmniej jednego punktu na przestrzeni sezonu)                      |
| Czerwony                                                              | Nie zakwalifikował się (NZ) |
| Czerwony                                                              | Nie prekwalifikował się (NPK) |
| Różowy                                                                | Nie ukończył (NU) |
| Różowy                                                                | Niesklasyfikowany (NS) (w klasyfikacji generalnej, gdy nie został sklasyfikowany w żadnym wyścigu sezonu)                                 |
| Czarny                                                                | Zdyskwalifikowany (DK) |
| Czarny                                                                | Wykluczony (WYK/EX) |
| Biały                                                                 | Nie wystartował (NW) |
| Biały                                                                 | Kontuzjowany (K/INJ) |
| Biały                                                                 | Wyścig odwołany (OD/C) |
| Bez koloru                                                            | Został wycofany (WYC/WD) |
| Bez koloru                                                            | Nie przybył (NP/DNA) |
| Bez koloru                                                            | Nie brał udziału w treningach (NT/DNP) |
| Bez koloru                                                            | Nie został zgłoszony (–) |
| Pogrubienie                                                           | Start z pole position |
| Kursywa                                                               | Najszybsze okrążenie wyścigu |
| †                                                                     | Nie ukończył, ale jego rezultat został zaliczony ze względu na przejechanie więcej niż 90% dystansu wyścigu.                              |
| *                                                                     | Sezon w trakcie |
| 1/2/3                                                                 | Punktowana pozycja w sprincie kwalifikacyjnym                                                                                             |
| Lista systemów punktacji Formuły 1                                    | |

| Rok  | Zespół                  | Wyniki w poszczególnych eliminacjach | Wyniki w poszczególnych eliminacjach | Wyniki w poszczególnych eliminacjach | Wyniki w poszczególnych eliminacjach | Wyniki w poszczególnych eliminacjach | Wyniki w poszczególnych eliminacjach | Wyniki w poszczególnych eliminacjach | Wyniki w poszczególnych eliminacjach | Wyniki w poszczególnych eliminacjach | Wyniki w poszczególnych eliminacjach | Wyniki w poszczególnych eliminacjach | Wyniki w poszczególnych eliminacjach | Wyniki w poszczególnych eliminacjach | Wyniki w poszczególnych eliminacjach | Wyniki w poszczególnych eliminacjach | Wyniki w poszczególnych eliminacjach | Wyniki w poszczególnych eliminacjach | Wyniki w poszczególnych eliminacjach | Punkty | Pozycja |
| ---- | ----------------------- | ------------------------------------ | ------------------------------------ | ------------------------------------ | ------------------------------------ | ------------------------------------ | ------------------------------------ | ------------------------------------ | ------------------------------------ | ------------------------------------ | ------------------------------------ | ------------------------------------ | ------------------------------------ | ------------------------------------ | ------------------------------------ | ------------------------------------ | ------------------------------------ | ------------------------------------ | ------------------------------------ | ------ | ------- |
| 2011 | Ocean Racing Technology | TUR                                  | TUR                                  | ESP                                  | ESP                                  | MON                                  | MON                                  | VAL                                  | VAL                                  | GBR                                  | GBR                                  | DEU                                  | DEU                                  | HUN                                  | HUN                                  | BEL                                  | BEL                                  | ITA                                  | ITA                                  | 0      | 22      |
| 2011 | Ocean Racing Technology | 15†                                  | 19                                   | 21†                                  | 16                                   | 10                                   | NU                                   | 12                                   | 8                                    | NW                                   | NW                                   | NU                                   | 13                                   | 14                                   | 8                                    | –                                    | –                                    | –                                    | –                                    | 0      | 22      |

## Wyniki w Formule 2
| Rok  | Sponsor   | Bolid         | Silnik  | Wyniki w poszczególnych eliminacjach | Wyniki w poszczególnych eliminacjach | Wyniki w poszczególnych eliminacjach | Wyniki w poszczególnych eliminacjach | Wyniki w poszczególnych eliminacjach | Wyniki w poszczególnych eliminacjach | Wyniki w poszczególnych eliminacjach | Wyniki w poszczególnych eliminacjach | Wyniki w poszczególnych eliminacjach | Wyniki w poszczególnych eliminacjach | Wyniki w poszczególnych eliminacjach | Wyniki w poszczególnych eliminacjach | Wyniki w poszczególnych eliminacjach | Wyniki w poszczególnych eliminacjach | Wyniki w poszczególnych eliminacjach | Wyniki w poszczególnych eliminacjach | Pozycja | Punkty |
| ---- | --------- | ------------- | ------- | ------------------------------------ | ------------------------------------ | ------------------------------------ | ------------------------------------ | ------------------------------------ | ------------------------------------ | ------------------------------------ | ------------------------------------ | ------------------------------------ | ------------------------------------ | ------------------------------------ | ------------------------------------ | ------------------------------------ | ------------------------------------ | ------------------------------------ | ------------------------------------ | ------- | ------ |
| 2012 | Polsat TV | Williams JPH1 | AUDI AG | SIL                                  | SIL                                  | ALG                                  | ALG                                  | NÜR                                  | NÜR                                  | SPA                                  | SPA                                  | BRH                                  | BRH                                  | PLR                                  | PLR                                  | HUN                                  | HUN                                  | MON                                  | MON                                  | 6       | 159,5  |
| 2012 | Polsat TV | Williams JPH1 | AUDI AG | 12                                   | 11                                   | 3                                    | 8                                    | 4                                    | 10                                   | NU                                   | 3                                    | 1                                    | 4                                    | 6                                    | 4                                    | 2                                    | 4                                    | 3                                    | 2                                    | 6       | 159,5  |